# Östra Långholmen
Östra Långholmen är en ö i Finland. Den ligger i Finska viken och i kommunen Raseborg i landskapet Nyland, i den södra delen av landet. Ön ligger omkring 94 kilometer väster om Helsingfors.
Öns area är 16,4 hektar och dess största längd är 0,7 kilometer i öst-västlig riktning.